# Ленкевич, Владимир
Влади́мир Ленке́вич (также Владь Ленкевич, бел. Уладзімір (Уладзь) Лянкевіч; род. 29 мая 1987, Минск) — белорусский поэт и переводчик, певец, солист и гитарист двух групп «Tonqixod» и «luty sakavik». Член Союза белорусских писателей и Белорусского ПЕН-центра.

## Биография
Родился в 1987 году в городе Минск. Окончил филологический факультет БГУ по специальности «белорусская филология», а также Белорусский Коллегиум по курсу «философия/литература».
Печатается в различных коллективных сборниках и журналах, в частности в литературном журнале «Дзеяслоў», переводит на белорусский язык англоязычную и русскоязычную поэзию и прозу, а также песни известных исполнителей. Участвовал в проекте «Будзьма! Тузін. Перазагрузка-2».
Член редакции интернет-журнала переводной литературы «ПрайдзіСвет». С 2014 года — куратор Белорусского литературного радио.
Финалист конкурсов Белорусского ПЕН-Центра им. Ф. Петрарки (2004), памяти К. Шермана (2009), Чеслова Милоша (2011).
На русский язык стихи Ленкевича переводил Игорь Белов.
В 2020 году во время протестных акций дважды задерживался сотрудниками правоохранительных органов, после первого задержания отбыл 6 суток ареста, после второго осуждён на 15 суток ареста.

## Произведения

### Поэзия
- Лянкевіч, Уладзь. 70 % вады : [вершы] / Уладзь Лянкевіч. — Мінск : Кнігазбор[бел.], 2013. — 52 с. — 300 экз.

### Переводы
- Бары, Джэймс Мэцью. Пітэр Пэн : [казачная аповесць] / Джэймс Мэцью Бары; [пераклад з англійскай мовы: У. Лянкевіч ; ілюстрацыі К. Дубовік]. — Мінск : Кнігазбор[бел.], 2017. — 188 c.
- Блэйк, Уільям. Выбранае : пераклад з англійскай / Ўільям Блэйк. — Мінск : Зьміцер Колас[тарашк.], 2019. — 85 с.
- Маякоўскі, У. У. Паэзія (пер. з рус. Р. Лынькоў, Т. Кляшторны, М. Багун, Р. Барадулін, А. Хадановіч, У. Лянкевіч, В. Рыжкоў). — Мн., 2019. — («Паэты планеты»).

## Премии
- 2014 — Премия «Дебют[бел.]» им. Максима Богдановича в номинации «Поэзия»[6].